# Sidi Abdelaziz
Sidi Abdelaziz (em árabe: سيدي عبد العزيز) é uma cidade e comuna localizada na província de Jijel, Argélia. Segundo o censo de 2008, a população total da cidade era de 10 153 habitantes.